# Артигеми
Артигеми (фр. Artiguemy) насеље је и општина у јужној Француској у региону Миди Пирене, у департману Горњи Пиринеји која припада префектури Бањер де Бигор.
По подацима из 2011. године у општини је живело 88 становника, а густина насељености је износила 29,63 становника/km². Општина се простире на површини од 2,97 km². Налази се на средњој надморској висини од 484 метара (максималној 528 m, а минималној 292 m).

## Демографија
| 1962. | 1968. | 1975. | 1982. | 1990. | 1999. | 2011. |
| ----- | ----- | ----- | ----- | ----- | ----- | ----- |
| 91    | 92    | 77    | 79    | 79    | 89    | 88    |

График промене броја становника у току последњих година